# プシッタコサウルス
プシッタコサウルス（Psittacosaurus）は、中生代白亜紀前期アプト期からアルブ期（約1億3,000万 - 9,960万年前）に生息した体長1～2メートルの小型で二足歩行の草食恐竜である。名前の由来である（Psittacus＝オウム、sauros＝トカゲ）オウムのような嘴が特徴。角もフリルも無いが最も原始的な角竜下目に分類される。

## 生息地域
モンゴル、中国、タイから発見されている。

## 形態的特長

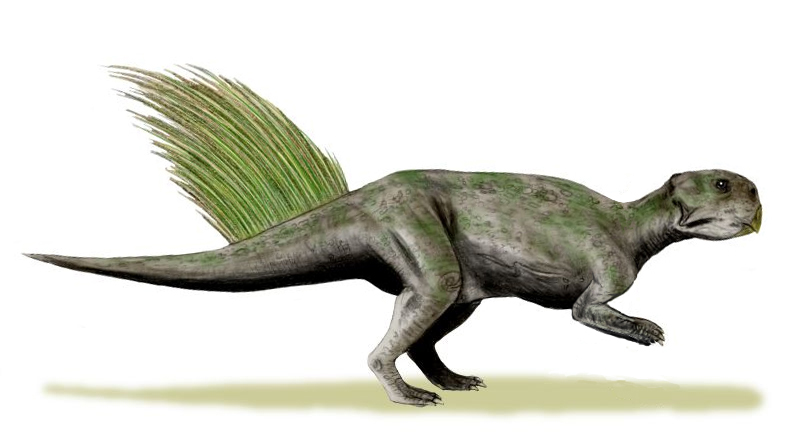
P. mongoliensisの想像図

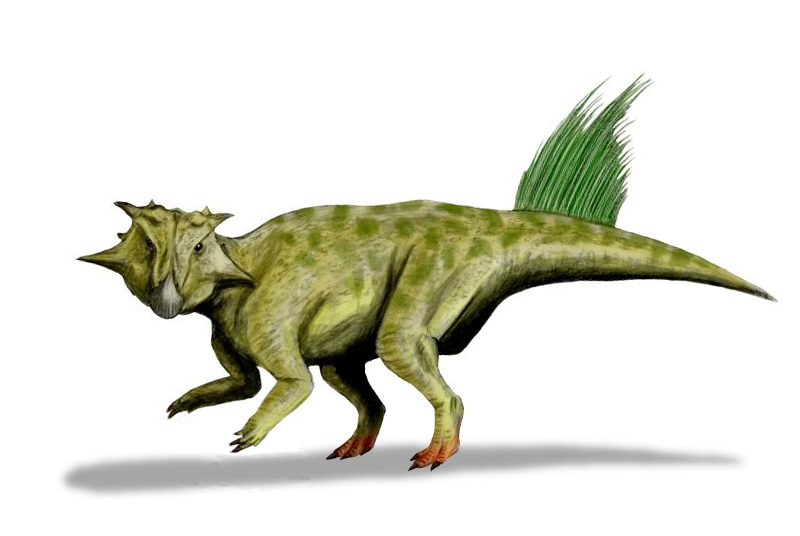
P. sibiricusの想像図

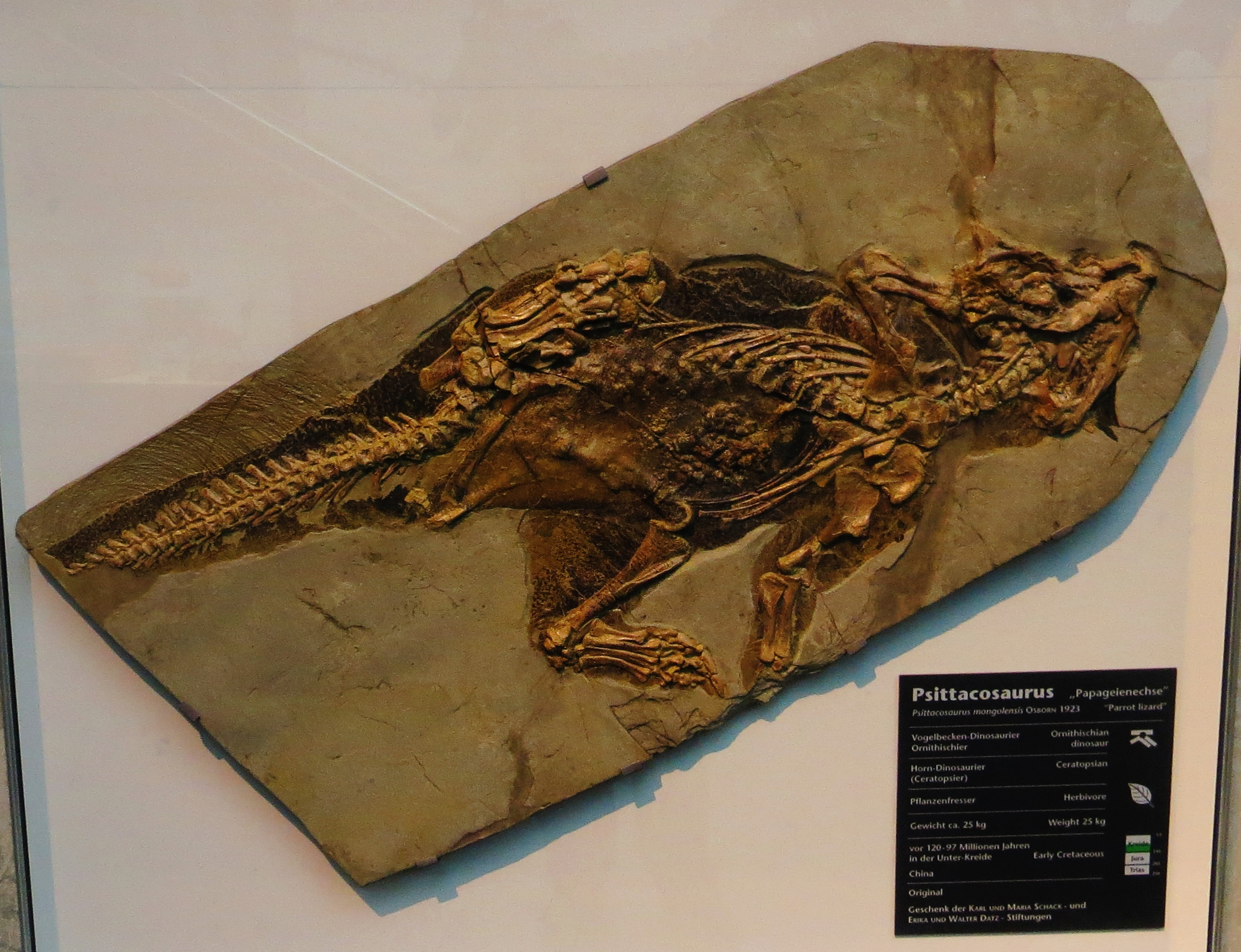
尾上の羽毛が保存された化石

角竜共通のくちばし以外の独自の特徴としては以下のようなものがある。吻部が短い。前上顎骨(上顎前方を構成する骨)の横突起が横に広く張り出している。前眼窩窓(頭骨の目の入る穴の前にある主竜類独特の穴)が消失するなどである。羽毛の生えた化石が発見されている。体表は大部分が鱗で覆われている。尾の背側の棘状の突起はケラチン質の棘か羽毛であるのか意見が分かれている。

## 生態

人間との大きさの比較

丈夫な角竜独特のくちばしを持つことから繊維質の多い種子植物の葉や種子などかなり硬いものも食べられたとされる。しかしトリケラトプスなど進化した角竜類のようにデンタルバッテリー構造は発達していなかった。そのため食べ物は胃石によってすりつぶして消化していたようだ。発見地がイチョウの原産地の近くであるため銀杏をついばむ姿で描かれることがたびたびあるが証拠があるわけではない。

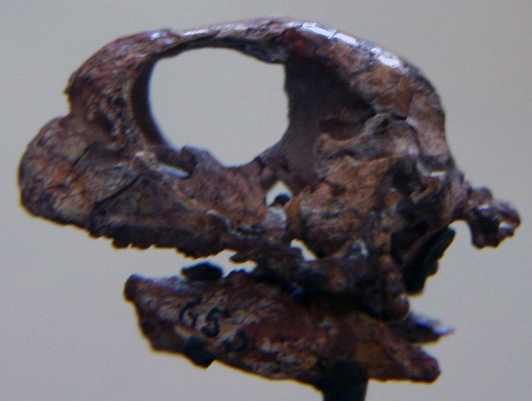
幼いP・モンゴリエンシスの頭骨

従来単独で発見されることが多く他の角竜類と異なり群れを作らないとされていた。しかし2002年中国遼寧省で成体と34体以上の幼体の化石が巣と思われる構造で一緒に発見された。プシッタコサウルスがマイアサウラなどのように子育てを行っていたと考えられる。また34体が一頭の個体の子供では多すぎるため他の個体の子供が混じるくらいまとまって生活していた、もしくは現生のダチョウやワニのように、他の個体との縄張り争いの際に獲得した別の親の幼体も含まれているものと考えられる。
レペノマムスの体内から幼体の骨格が知られており、この哺乳類によって捕食されたものとみられる。
また、レペノマムスと絡み合っている格闘化石も産出しているが、この化石は発掘調査によって発見されたものではなく購入されたもので指骨や尾椎も侵食されておらず、研究にあたってCTスキャンなどが一切行われていないなど疑わしい点が複数ある。

## 分類上の位置付け
プロトケラトプスと同様に、以前は殆どの角竜の祖先と考えられていた。しかし前肢の指の数が他の角竜類が5本なのに対して4本であることや、前上顎骨(上顎の前のほうを形成する骨)に歯が無いなど他の角竜の祖先しては特殊化しすぎているため、祖先というよりは初期の他の角竜と分かれた支流と考えられ独自のプシッタコサウルス科(Psittcosauridae)に分類される。
それ以前には二足歩行であるため鳥脚亜目であると考えられプロティグアノドン(Protiguanodon)という学名が検討されたこともあったが、くちばしをはじめとする頭部の特徴などから角竜に分類されている。
しかし、問題は単純ではなかったようだ。その後恐竜に関する分岐分類学的な研究が進んだ結果、角竜類は以前考えられた曲竜や剣竜とではなくパキケファロサウルスなどの堅頭類と近縁であることが分かった(あわせて周飾頭類(Marginocepharia)という)。この周飾頭類はさらに鳥脚類と角脚類(Cerapoda、ポール・セレノの分類では新鳥盤類 Neornithiscia)というグループを作るとされ、やはり鳥脚類と関連があることが分かってきた。それどころか、近年中国などで発見された新種の鳥脚類の研究の結果、周飾頭類はヒプシロフォドンよりイグアノドンに近縁だとするなど従来の分類でいうところの鳥脚類の一員らしいという報告もでている。

## 種

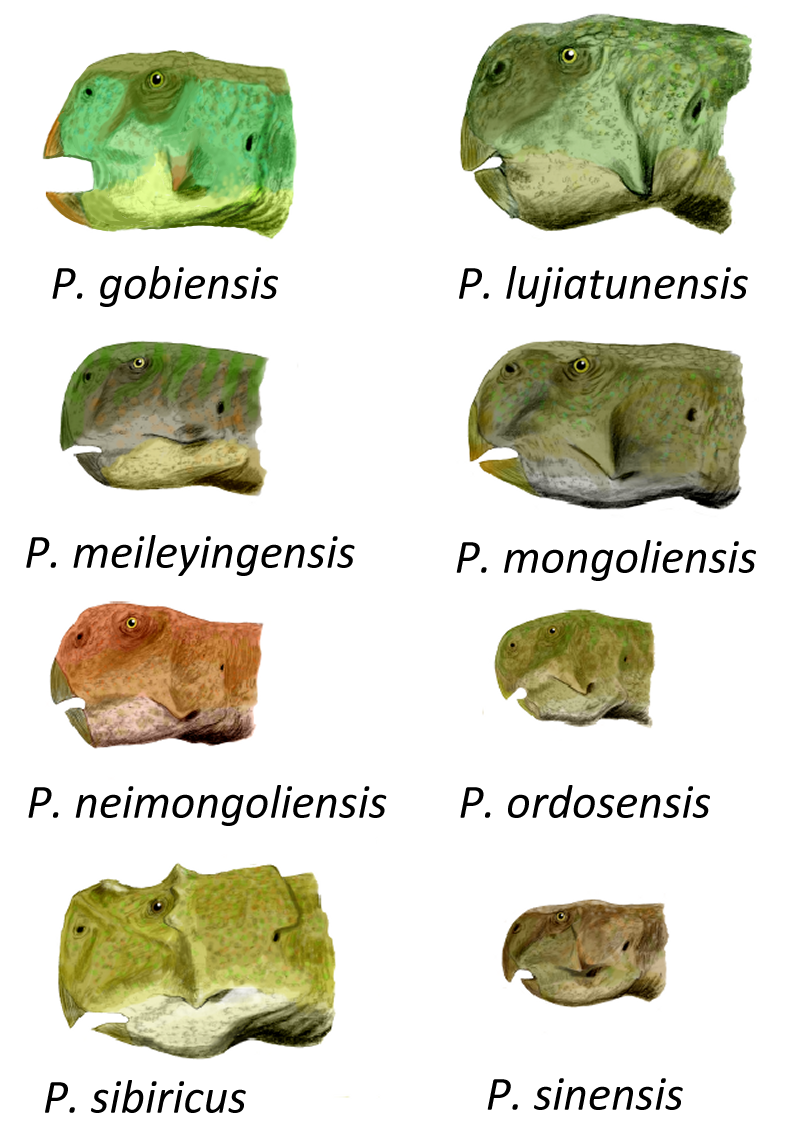
8種の頭部

現在までに8種知られているが、相違点は頭部の些細な特徴や産地だけでありすべてが有効な種であるは議論がある
- P・モンゴリエンシス P. mongoliensis （模式種）
- P・マゾンツァネンシス P. mazongshanensis
- P・メイレインゲンシス P. meileyingensis
- P・ネイモンゴリエンシス P. neimongoliensis
- P・オルドセンシス P. ordosensis
- P・サッタヤラキ P. sattayaraki
- P・シネンシス P. sinensis
- P・シンジャンゲンシス P. xinjiangensis